# 腊山古建筑群
腊山古建筑群，是位于中华人民共和国山东省泰安市东平县银山镇山赵村的道教建筑群，包括峰云观、玉皇殿、碧霞元君祠、青龙观和老虎洞等。这些坐落于腊山的建筑始建年代已无从考证，在明朝、清朝、中華民國大陸時期皆有修缮。1994年3月，腊山古建筑群与位于腊山北麓的祥龙观一同入选泰安市第一批文物保护单位。

## 峰云观与玉皇殿
峰云观内的主体建筑是三清宫与邱祖阁，两建筑连体，面阔3间，全高7米，为砖石结构平顶，邱祖阁在三清宫的上方，边缘围以垛口，观的北侧有一座建于正德八年（1513年）的古乐台，为祥龙观第十代住持杨清荣所建，该乐台与入选第二批中国非物质文化遗产的腊山道教音乐密切相关。玉皇殿则建于明朝万历四十六年（1619年），清朝康熙五十一年（1732年）、乾隆二十年（1756年）重修，曾一度圮毁后又重建，建筑为全石结构，有精密的斗拱结构，雕梁画栋，内奉祀玉皇大帝，两侧配祀金童玉女和四大天师。

## 碧霞元君祠
碧霞元君祠又名泰山行宫，俗名奶奶庙，据传始建于唐朝，传说碧霞元君出行路过此地，流连于此地美景而在此地普度行善，当地人遂为她建立庙宇。祠堂在明朝崇祯六年（1633年）、清朝康熙三十九年（1700年）先后重修。建筑内奉祀道教神祇碧霞元君，左右配祀金童玉女和送子娘娘。祠堂前镶嵌一块汉代遗存至今的“麒麟送子”画像石。

## 青龙观与老虎洞
青龙观位于腊山南麓，是古建筑群的主体部分。建筑石壁瓦舍，始建年代无考，明清先后重修，建筑坐北朝南，占地2400平方米，由东、西、上三个院落组成，原有藏经阁、玉皇庙、三清殿、鼓楼等结构，现存的古建筑包括厢房和钟楼，其中钟楼建于明朝时期，宽4米、高5米，面阔1间，全石结构攒尖顶，通过4根方柱支撑额枋，整体平面呈方形。厢房有6间，砖木结构灰瓦硬山顶。老虎洞分为前后两洞，前洞在青龙观建筑中，高约2米，面积约30平方米，分为上下两个洞口，洞口石壁上还刻有明朝诗人于慎行所题诗句。老虎洞的后洞曾与前洞相连，但随着地质的变迁，现已无路可通，据传《水浒传》中的阮氏三雄（阮小二、阮小五和阮小七）与官府缉捕使何涛曾在前后老虎洞及观内的青龙泉战斗。
观内存有3通明清时期的重修碑记，包括明代重修碧霞元君祠碑、清代重修碧霞元君神祠碑和清代重修老虎洞碑，这些碑记均为青石材质，碑文均为楷书刻写，均记载了碑记所记述主体的修缮经过和捐资人姓名和捐赠金额。重修碧霞元君祠碑刻制于明朝隆庆元年（1567年），方座圆首，高185厘米，宽68厘米，厚18.5厘米；重修碧霞元君神祠碑刻制于清朝雍正元年（1723年），方座，高142厘米，宽62厘米，厚16厘米；重修老虎洞碑刻制于清朝乾隆十六年（1751年），方座，高158厘米，宽61厘米，厚19厘米。